# Karel Hugo Hilar

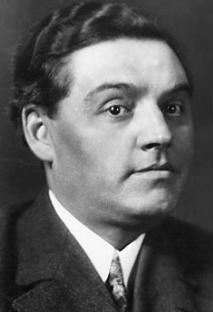
K. H. Hilar (o. J.)

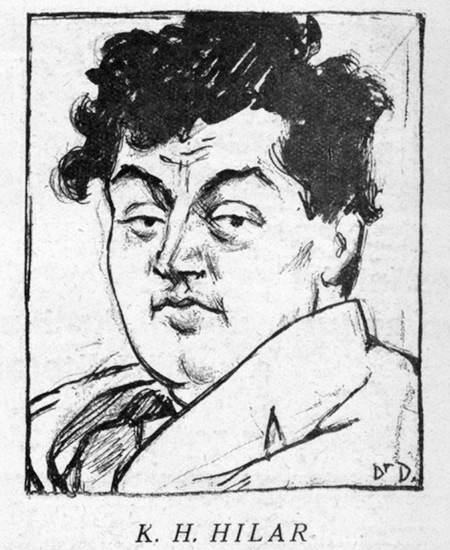
Hugo Boettinger: K. H. Hilar in: Rozpravy Aventina (1925)

Karel Hugo Hilar, eigentlich Karel Hugo Bakule (* 5. November 1885 in Sudoměřice, Österreich-Ungarn; † 6. März 1935 in Prag) war ein tschechischer Theaterintendant.

## Leben
Karel Hugo Bakule lebte seit 1889 in Prag und machte dort 1904 die Matura. Er studierte Philologie und Philosophie an der Karls-Universität, an der er 1911 über den französischen Romancier Maurice Barrès promoviert wurde. Bereits 1903 gehörte er dem tschechischen Club junger Schriftsteller Syrinx an und begann in allen Genres des literarischen Schaffens zu schreiben. 1908 lernte Hilar in Berlin die Regietechnik von Max Reinhardt kennen. Von 1911 an war er Regisseur, ab 1913 Dramaturg und ab 1914 Schauspieldirektor am Prager Divadlo na Vinohradech (Theater in den Weinbergen)  und danach ab 1921 bis zu seinem frühen Tod 1935 der Intendant des Národní divadlo (Nationaltheater). Hilar soll diesen Entschluss später angesichts der verschiedenartigsten, auch politischen Intrigen, bereut haben. 1924 und 1935 erlitt er zwei Schlaganfälle.
Hilar brachte eigene Dramen und Komödien zur Aufführung. Hilar schrieb auch Romane und veröffentlichte gesammelte Schriften zum Theater. Hilar war mit der Schauspielerin Zdeňka Baldová verheiratet.

## Werke (Auswahl)
- O divadle. Praha : Divadelní ústav v Praze, 2002
- Pražská dramaturgie. Praha, Sfinks-Janda, 1930
- Krise : Básně. Kladno : Svatopluk Klír a J.F. Klír, 1930
- Divadelní promenády. Praha, 1915.
- Viktor Dyk essay o jeho ironii. V Praze Nákl. R. Broe 1910
- Zákony. Král. Vinohrady : F. Adámek, 1906